# Tipula pseudotruncorum
Tipula pseudotruncorum är en tvåvingeart som beskrevs av Alexander 1920. Tipula pseudotruncorum ingår i släktet Tipula och familjen storharkrankar. Inga underarter finns listade i Catalogue of Life.